# 白云鄂博矿区
白云鄂博矿区，又名白云矿区，是中国内蒙古自治区包头市下辖的一个区。位于包头市北部，达尔罕茂明安联合旗境内。區人民政府駐稀土大街。
白云矿区的主要企业是白云鄂博铁矿。

## 历史
原属乌兰察布盟达尔罕茂明安联合旗，1954年乌兰察布盟设立驻白云鄂博办事处（县级）。
1958年划归包头市，设白云鄂博矿区。
长期以来，该区官方机构一直使用“白云矿区”这个名字，延续了40年之久。
2008年之后，改标“白云鄂博矿区”这个名字。 

## 資源及產業
該區的白雲鄂博礦區為大型鐵、稀土、鈮等礦產礦床，由東礦區、主礦區、西礦區、東傑格爾礦區及東接觸帶礦區等五個礦區組成，總面積達48平方公里。目前已發現71種元素、175種礦產資源，是包頭鋼鐵集團主要的原料基地。
近年來，這裡已成為重要的風力發電站，風能、太陽能等清潔能源產業蓬勃發展。截至2020年，這裡風力發電裝置容量達20萬千瓦，太陽能發電裝置容量達9千萬瓦。
透過包滿鐵路和高速公路，這裡與南邊的包頭市城區和北部的滿都拉口岸相連。

## 行政区划
白云鄂博矿区下辖2个街道：矿山路街道和通阳道街道。

## 人口
根據第七次人口普查數據，截至2020年11月1日零時，白雲鄂博礦區常住人口為22681人。

## 交通
- 104省道